# Posse (linguística)
A Posse, no contexto da linguística, é uma relação assimétrica entre dois constituintes, o referente, de um dos quais (o possuidor), possui em algum sentido (possui, tem como parte, regras sobre, etc.) o referente do outro (o possuído).
A posse pode ser marcada de várias maneiras, como a justaposição simples de substantivos, caso possessivo, caso possuído, estado de construção (como em árabe e na língua kumak), ou adposições (sufixos possessivos, adjetivos possessivos). Por exemplo, o inglês usa um clítico possessivo, 's; uma preposição, of; e adjetivos, my, your, his, her, etc.
Predicados denotando posse podem ser formados usando um verbo como no inglês have ou por outros meios, como cláusulas existenciais (como é comum em idiomas como o russo).
Alguns idiomas possuem mais do que duas classes possessivas. Na Papua Nova Guiné, por exemplo, Anêm tem pelo menos 20, e Amele, 32.

## Alienáveis e inalienáveis
Existem muitos tipos de posse, mas uma distinção comum é a posse alienável e a inalienável. 
A alienabilidade refere-se à capacidade de dissociar algo de seu pai; neste caso, uma qualidade de seu dono.
Quando algo é inalienavelmente possuído, geralmente é um atributo. Por exemplo, "O grande nariz de John" é inalienavelmente possuído porque não pode (sem cirurgia) ser removido de John; é simplesmente uma qualidade que ele tem. Em contraste, "A massa do João" é alienadamente possuída porque pode ser separada do João.
Muitas línguas fazem a distinção como parte de sua gramática, tipicamente usando diferentes afixos para posse alienável e inalienável. Por exemplo, em Mikasuki (uma língua muskogeana da Flórida), ac-akni (inalienável) significa "meu corpo", mas am-akni (alienável) significa "minha carne". O português não tem nenhuma maneira de fazer tais distinções (O exemplo de Mikasuki é claro para os falantes de português apenas porque existem duas palavras diferentes em português que traduzem -akni nos dois sentidos: ambas as palavras em Mikasuki podem ser traduzidas como 'minha carne").
Os pronomes possessivos em línguas polinésias, como o havaiano e o maori, estão associados a substantivos que distinguem os pronomes de classe-o, classe-a e neutro, de acordo com a relação entre o possuidor e o possuído. Os pronomes possessivos da classe-o são usados se o relacionamento possessivo não puder ser iniciado ou terminado pelo possuidor.

### Posse Obrigatória
A posse obrigatória é às vezes chamada posse inalienável. Uma noção semântica e, portanto, depende em grande parte de como uma cultura estrutura o mundo, e a posse obrigatória é uma propriedade dos morfemas.  Em geral, os substantivos com a propriedade de exigir a posse obrigatória são possessivamente do ponto de vista inalienável, mas o ajuste é raramente, ou nunca, perfeito.

## Inerente e não-inerente
Outra distinção, que é semelhante à posse alienável e inalienável, é a posse inerente e não inerente. Em linguagens que marcam a distinção, nomes inerentemente possuídos, como partes de todos, não podem ser mencionados sem indicar seu status dependente. A língua yagem da Papua Nova Guiné, por exemplo, distingue a posse alienável da posse inalienável quando o possuidor é humano, mas distingue a posse inerente da não inerente quando o possuidor não é humano. Os substantivos possuídos inerentemente são marcados com o prefixo ŋa-, como em (ka) ŋalaka '(árvore) ramo', (lôm) ŋatau '(dono da casa dos homens) e (talec) ŋalatu' (galinha) '. Adjetivos que são derivados de substantivos (como atributos inerentes de outras entidades) também são tão marcantes, como em ŋadani 'denso, denso' (de dani 'moita') ou ŋalemoŋ 'turvo, macio' (de lemoŋ 'lama').

## Possessável e impossessável
Muitas línguas, como a maasai, distinguem entre o possessável e o impossessável. Dentre coisas possessáveis incluem animais de fazenda, ferramentas, casas, membros da família e dinheiro, mas animais selvagens, características da paisagem e fenômenos meteorológicos são exemplos do que não pode ser possuído. Isso significa basicamente que em tais idiomas, dizer minha irmã é gramaticalmente correto, mas minha terra não. Em vez disso, seria preciso usar uma circunlocução como a terra que eu possuo.

## Maior e menor posse (em quantidade)
Maior e menor posse (em quantidade) é utilizado na língua Mansi Moderna.

## Locução possessiva
Locução possessiva é usado em algumas línguas urálicas.

## Cláusulas denotando posse

### Verbos possessivos
Muitos idiomas têm verbos que podem ser usados para formar cláusulas que denotam posse. Por exemplo, o inglês usa o verbo have para esse propósito, o francês usa avoir etc. Existem maneiras alternativas de expressar tais relações (por exemplo, os verbos possess 'possuir' e belong 'pertencer', entre outros, podem ser usados em inglês em contextos apropriados).
Em alguns idiomas, verbos de possessão diferentes são usados dependendo se o objeto é animado ou inanimado. Compare os dois exemplos em georgiano:
Kompiuteri makvs ("tenho um computador")
Dzaghli mqavs ("tenho um cachorro")
Uma vez que um cão é animado e um computador não é, verbos diferentes são usados. No entanto, alguns substantivos em georgiano, tais como carro, são tratados como animados, mesmo que eles parecem se referir a um objeto inanimado.

### Posse indicada por cláusula existencial
Em alguns idiomas, as relações de posse são indicadas por cláusulas existenciais. Por exemplo, em russo, "eu tenho um amigo" pode ser expressa pela frase у меня есть друг u menya yest' drug, que literalmente significa "para mim há um amigo".
Incluindo o letão, o irlandês e o turco, assim como as línguas urálicas, como o húngaro e o finlandês, eles usam uma cláusula existencial para avaliar uma possessão, uma vez que o verbo ter não tem essa função. Por exemplo, a frase "eu tenho um amigo" pode ser expressa em turco "benim bir arkadaşım var", que literalmente significa "meu um amigo(meu) há".
Para mais exemplos, veja Cláusula existencial § Indicando posse (em inglês).